# Bolesław Habowski
Bolesław Józef Habowski (Cracovia, 13 settembre 1914 – Wendover, 27 maggio 1979) è stato un calciatore polacco, di ruolo attaccante.

## Palmarès

### Club

#### Competizioni nazionali
- Campionato sovietico: 1

Dinamo Mosca: 1940